# Діна Манфредіні
Діна Манфредіні (італ. Dina Manfredini, до шлюбу Геррі (італ. Guerri); 4 квітня 1897, П'євепелаго, Емілія-Романья, Італія — 17 грудня 2012, Джонстон, Полк, Айова, США — італо-американська супердовгожителька, яка носила титул найстарішої верифікованої людини в світі з 4 по 17 грудня 2012 року після смерті 116-річної Бессі Купер. На момент смерті вона займала 10-те місце в списку найстаріших верифікованих людей в світі, а також була найстарішою людиною, яка народилася в Італії за всю історію.

## Життєпис
Діна Манфредіні народилася в невеликій комуні П'євепелаго в регіоні Емілія-Романья, північна Італія. В 1920 році вона разом зі своїм чоловіком Рікардо Манфредіні переїхала до міста Де-Мойн, штат Айова, США. У подружжя було 4 дітей: Мері Руссо (нар. 1921), Данте (нар. 1922), Руді (1924—1997) та Інес (нар. 1928). Під час Другої світової війни вона працювала на заводі з виробництва боєприпасів. Після війни Манфредіні працювала прибиральницею, поки їй не виповнилося 90 років. Вона брехала про свій вік, щоб люди не думали, що вона занадто стара для роботи. Її чоловік, Рікардо Манфредіні, працював шахтарем. Він помер в 1965 році у віці 79 років. Після його смерті Діна жила сама протягом 42 років. Вона переїхала в будинок для літніх людей у 2007 році у віці 110 років. У віці 101 року Манфредіні пережила рак товстої кишки. Вона залишалась активною майже до самої смерті. В кінці життя в неї сильно погіршився слух.

## Смерть
17 грудня 2012 року Діна Манфредіні померла від інфекції в місті Джонстон, округ Полк, штат Айова, США у віці 115 років і 257 днів. У неї було 7 онуків, 7 правнуків і 12 праправнуків. Після її смерті найстарішою живою повністю верифікованою людиною в світі став японський довгожитель Дзіроемон Кімура, а найстарішою нині живою жінкою — японська довгожителька Окубо Кото.